# Hans Giebisch

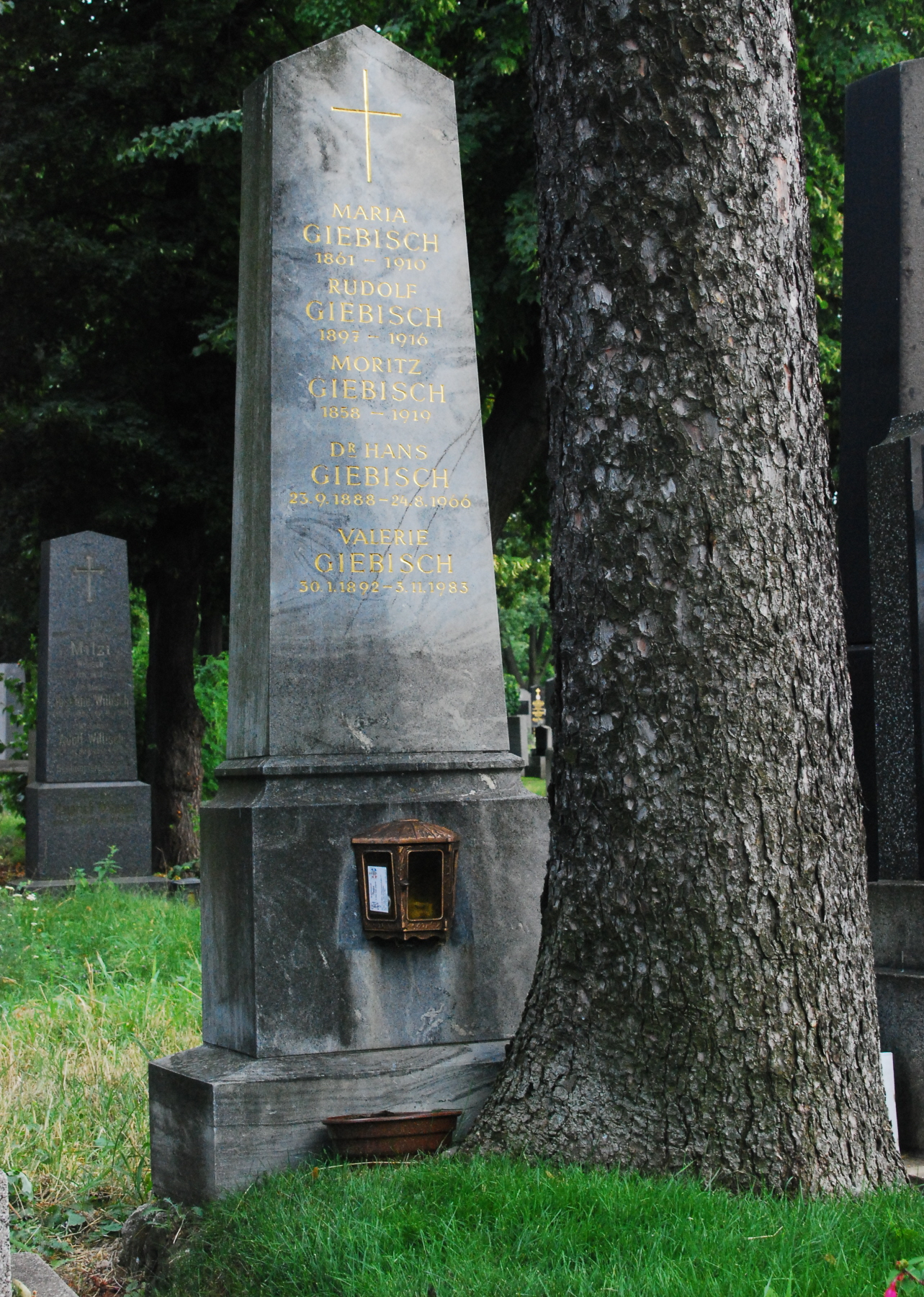
Grabstein von Hans Giebisch am Wiener Zentralfriedhof

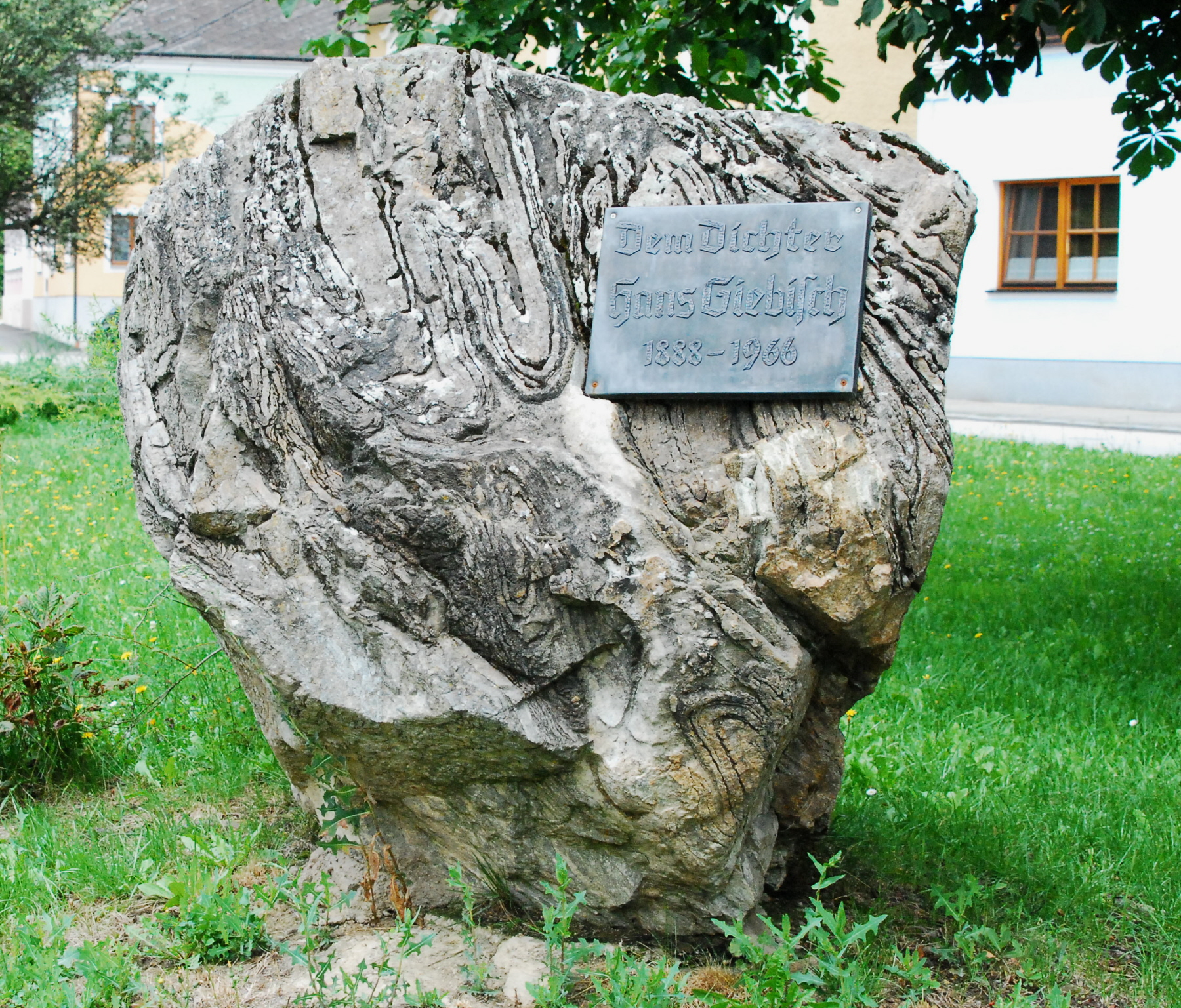
Denkmal für Hans Giebisch in Weikertschlag an der Thaya

Hans Giebisch (* 23. September 1888 in Brünn, Österreich-Ungarn; † 24. August 1966 in Wien) war ein österreichischer Dichter, Mittelschulprofessor und Literaturhistoriker.

## Leben
Während seines Studiums wurde Giebisch Mitglied der Akademischen Burschenschaft Alania Wien. Von ihm stammt das Studentenlied: „Ich sitz so gern beim Humpen …“. Er gehörte auch der Schülerverbindung DSV Rhenania Wien an und war 1953 Gründer des Forschungskreises Pennalgeschichte des ÖPR. 1955 erhielt er die goldene Ehrennadel des ÖPR verliehen.
Durch seine Ahnen sehr eng mit dem Waldviertel verbunden wurde er Mittelschullehrer in Waidhofen und veröffentlichte 1934 seinen ersten Gedichtband „Wenn sich der Tag will neigen“. Es folgten Gedichte, die die Thematik des Waldviertels, die Landschaft, Bauern, Burgen und Bräuche, umfassten. Giebisch war ein Freund Josef Weinhebers und wurde schon zu Lebzeiten als Waldviertler Heimatdichter verehrt.
Giebisch trat zum 4. März 1933 in die NSDAP ein (Mitgliedsnummer 1.456.244) und 1939 wieder aus, als Zweifel an der Abstammung seiner Frau aufkamen. Zudem war er Mitglied im Bund deutscher Schriftsteller Österreichs BdSÖ, der energisch auf den ‚Anschluss Österreichs‘ 1938 an das Deutsche Reich hinarbeitete und in einem Beitrag an dem vom BdSÖ herausgegebenen Bekenntnisbuch österreichischer Dichter den Anschluss freudig begrüßte.
Nach dem Ende des Zweiten Weltkriegs arbeitete Giebisch als Verlagslektor. Zu dieser Zeit begann er die Arbeit an seinem „Kleinen Österreichen Literaturlexikon“. Es folgten die dreibändige Ausgabe „Weltliteratur“ und, gemeinsam mit Gustav Gugitz, ein „Bio-Bibliographisches Literaturlexikon Österreichs“. Auch publizierte er extensiv im Eckartbote. 1964 wurde er mit dem Dichtersteinschild des 1999 wegen NS-Wiederbetätigung verbotenen Vereins Dichterstein Offenhausen ausgezeichnet.
Hans Giebisch wurde am 31. August 1966 auf dem Wiener Zentralfriedhof beigesetzt.

## Werke
- Sonett Waldviertel
- Wandel und Dauer
- Kleines österreichisches Literaturlexikon
- Weltliteratur
- gemeinsam mit Gustav Gugitz: Bio-Bibliographisches Literaturlexikon Österreichs

## Sekundärliteratur
- Österreicher aus sudetendeutschem Stamme. Band 1: Maler, Graphiker, Bildhauer, Medailleure, Baumeister, Architekten, Dichter, Schriftsteller, Journalisten. Verlag der Typographischen Anstalt, Wien 1961.
- Felix Czeike: III. Landstraße. Jugend & Volk, Wien [u. a.] 1984 (= Wiener Bezirkskulturführer 3), S. 42.
- Helge Dvorak: Biographisches Lexikon der Deutschen Burschenschaft. Band II: Künstler. Winter, Heidelberg 2018, ISBN 978-3-8253-6813-5, S. 247–248.
- Günter Schusta: Wer war Hans Giebisch? In: Acta Studentica, Folge 171, März 2010, S. 7ff.